# Vuka (opčina)
Vuka (srbsky Вука, maďarsky Kisújlak) je vesnice a správní středisko stejnojmenné opčiny v Chorvatsku v Osijecko-baranjské župě. Nachází se asi 19 km jihozápadně od Osijeku. V roce 2011 žilo ve Vuce 945 obyvatel, v celé opčině pak 1 200 obyvatel. Byla pojmenována podle řeky Vuka, která vesnicí prochází.
Součástí opčiny jsou celkem tři obydlené vesnice.
- Hrastovac – 173 obyvatel
- Lipovac Hrastinski – 82 obyvatel
- Vuka – 945 obyvatel

Opčinou prochází státní silnice D7 a župní silnice Ž4120.